# No me ames
"No me ames" (tiếng Anh: "Don't Love Me") là bài hát của 2 ca sĩ người Mỹ Jennifer Lopez và Marc Anthony, phát hành làm đĩa đơn từ album phòng thu đầu tay của Lopez On the 6 (1999). Phiên bản salsa của bài hát có mặt trong album biên tập của Anthony Desde Un Principio: From the Beginning (1999), và phiên bản gốc cũng có mặt lại trong album biên tập Sigo Siendo Yo (Grandes Exitos) (2006).

## Giải thưởng và đề cử
- 2000 Billboard Latin Music Awards: Hot Latin Track of the Year by a Vocal Duo - Đoạt giải[1]
- 2000 Billboard Latin Music Awards: Tropical/Salsa Track of the Year và Hot Latin Track of the Year - Đề cử[1]
- 2000 Latin Grammy Awards: Best Pop Duo or Group with Vocal Performance và Best Short Form Music Video - Đề cử[2]

## Xếp hạng
| Bảng xếp hạng (1999)               | Vị trí cao nhất |
| ---------------------------------- | --------------- |
| Hoa Kỳ Hot Latin Songs (Billboard) | 1               |
| Hoa Kỳ Tropical Songs (Billboard)  | 1               |